# Tuherrus
Tuherrus är en sjö i Finland. Den ligger i kommunen Villmanstrand i landskapet Södra Karelen, i den södra delen av landet, 180 km öster om huvudstaden Helsingfors. Tuherrus ligger 51 meter över havet. Arean är 35,6 hektar och strandlinjen är 3,84 kilometer lång. Sjön  ingår i Vilajokis huvudavrinningsområde.   Den ligger vid sjön Ozero Pukalusyarvi. I omgivningarna runt Tuherrus växer i huvudsak barrskog.